# Drumul european E671
Drumul european E671 face parte din rețeaua de drumuri europene și se află în întregime pe teritoriul României. Acesta începe în Timișoara și se termină în Livada, în județul Satu Mare. Traseul său se suprapune peste drumurile naționale DN69, DN79 și DN19 din această țară.
Localitățile traversate sunt:
- Județul Timiș
  - Orțișoara
- Județul Arad
  - Vinga
  - Șagu
  - Zimandcuz
  - Zimandul Nou
  - Andrei Șaguna
  - Șimand
  - Nădab
  - Chișineu Criș
  - Zerind
- Județul Bihor
  - Avram Iancu
  - Ciumeghiu
  - Salonta
  - Inand
  - Gepiu
  - Leș
  - Nojorid
  - Episcopia Bihorului
  - Biharia
  - Satu Nou
  - Tămășeu
  - Roșiori
  - Ianca
  - Diosig
  - Săcuieni
  - Valea lui Mihai
  - Curtuișeni
- Județul Satu Mare
  - Pișcolt
  - Urziceni
  - Petrești
  - Carei
  - Moftin
  - Paulian
  - Doba
  - Decebal
  - Satu Mare
  - Botiz
  - Ciuperceni